# سوشا مكاني
سوشا مكاني (18 نوفمبر 1986 ببندر أنزلي في إيران - ) هو لاعب كرة قدم إيراني في مركز حراسة المرمى. شارك مع منتخب إيران تحت 23 سنة لكرة القدم ومنتخب إيران لكرة القدم. أما مع النوادي، فقد لعب مع نادي باس همدان ونادي برسبوليس ونادي ستيل آذين ونادي فجر شهيد سباسي ونادي فولاد خوزستان ونادي نفط طهران.

## وصلات خارجية
- سوشا مكاني على موقع اتحاد النرويج (النرويجية)
- سوشا مكاني على موقع قاعدة بيانات كرة القدم.إي يو (الإنجليزية)
- سوشا مكاني على موقع ناشيونال فوتبول تيمز (الإنجليزية)
- سوشا مكاني على موقع Soccerway.com (الإنجليزية)
- سوشا مكاني على موقع AS.com (الإسبانية)